# Университетский колледж Корка
Ирландский национальный университет, Корк был основан в 1845 году как Queen’s College, Cork. По «Irish Universities Act» 1908 года колледж стал частью Национального университета Ирландии и был переименован в «University College, Cork».
Университет входит в ассоциацию университетов Европы Утрехтская сеть.

## История
В 1998 году университет был переименован в University College Cork — National University of Ireland, Cork.

## Колледжи
- Arts, Celtic Studies and Social Science
- Business and Law
- Medicine and Health
- Science, Engineering and Food Science